# جو هارينجتون (لاعب كرة قاعدة)
جو هارينجتون (بالإنجليزية: Joe Harrington)‏ هو لاعب كرة قاعدة أمريكي، ولد في 21 ديسمبر 1869 في فول ريفر في الولايات المتحدة، وتوفي بنفس المكان في 13 سبتمبر 1933.

## وصلات خارجية
- جو هارينجتون على موقعبيزبول رفرنس.كوم (الدوري الرئيسي) (الإنجليزية)
- جو هارينجتون على موقعبيزبول رفرنس.كوم (الدوري الثانوي) (الإنجليزية)